# Voivod
Cet article possède un paronyme, voir Voïvode.
Voivod est un groupe québécois de thrash metal, originaire de Jonquière, Saguenay, au Québec. Formé en 1982, le groupe comprend Denis « Piggy » D'Amour (guitare), Jean-Yves « Blacky » Thériault (basse), Denis « Snake » Bélanger (voix), et Michel « Away » Langevin (batterie).

## Biographie

### Débuts (1982–1988)

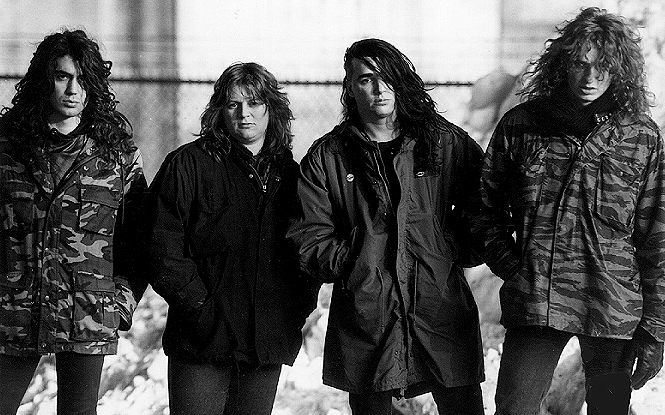
Voivod en 1986. Photo: Ronald Mc Gregor.

Voivod est formé en 1982 à Jonquière, dans la ville de Saguenay, au Québec, par le guitariste Denis « Piggy » D'Amour. L'origine du nom du groupe proviendrait, selon son batteur Michel Langevin, d'un terme issu d'un livre de Bob Morane écrit par Henri Vernes. Pour Michel Langevin, une inspiration principale pour le personnage de Voïvode devenu symbole du groupe sera son enfance près de l'usine Price de Jonquière. En 1983, il est rejoint par le chanteur Denis « Snake ». En 1983, le groupe rejoint Exciter en tournée. En milieu d'année, le groupe publie sa première démo, Anachronisme, enregistré pendant l'un de leurs concerts. Au début de 1984 sort la démo To the Death, qui comprend des compositions originales. La démo qui suit, Morgoth Invasion est, pour l'auteur Ian Christe, l'une des plus importantes de la scène metal des années 1980. À cette période, Voivod est déjà connu du milieu underground.
Avant même que le groupe tourne avec Celtic Frost, Possessed, Destruction et Nasty Savage au festival World War III à Montréal, autour de novembre 1985; c'est Maurice Richard qui, peu de temps après avoir pris la gérance de Helter Skelter, prend aussi Voivod sous son aile. C'est même grâce à leur gérant qu'ils décrochent un premier gros contrat au Spectrum de Montréal. Les concerts se suivent et l'énergie du groupe persiste. Le 4 avril 1986, Voivod sort pour la première fois du pays et enflamme la scène de New York. C'était leur première représentation hors du pays.  Peu de temps après, le groupe signe un contrat d'enregistrement avec le label allemand Noise Records. En 1986, le groupe publie son deuxième album Rrröööaaarrr. Ils joueront ensuite avec Celtic Frost et Running Wild. Dans une interview en 1987 concernant l'album Killing Technology, Michel Langevin décrit pour la première fois le style du groupe sous le terme de « space metal ». Toujours en 1987, le groupe sort un single intitulé Cockroaches. Le titre s'inspire du fait que les cafards seraient la seule espèce à survivre à une guerre nucléaire. L'idée de la chanson vient du fait du nombre important de cafards dans l'appartement du groupe à Montréal. 
Après une tournée avec Possessed et Deathrow en 1988 en soutien à l'album Dimension Hatröss, Denis D'Amour est diagnostiqué d'une tumeur qu'il combattra avec succès grâce à la chimiothérapie. La tournée qui suit s'effectuera en Amérique du Nord avec Vio-Lence. 

### Période progressive (1989–1999)

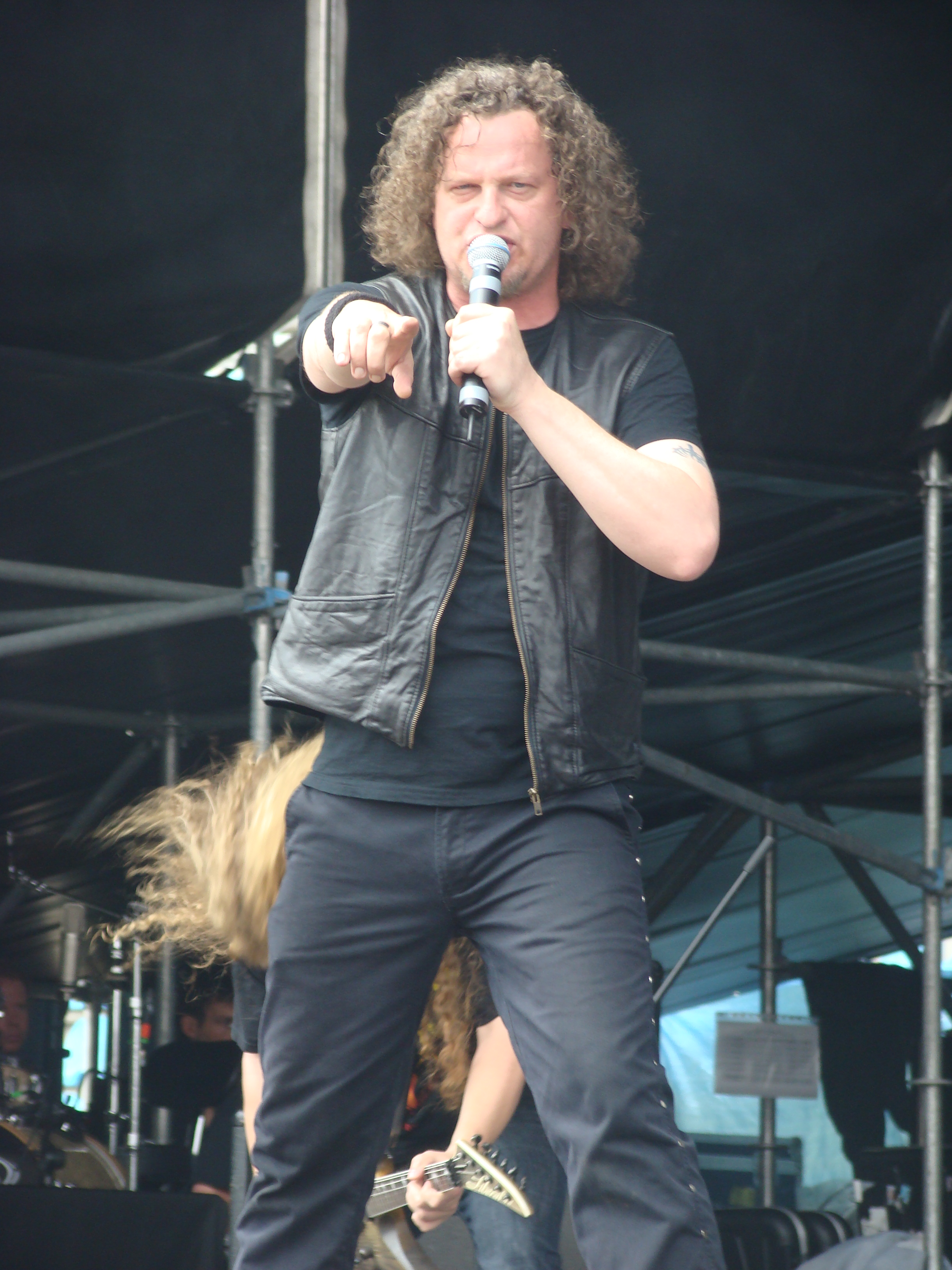
Denis Belanger au Gods of Metal en 2009.

Après sa séparation avec Noise Records, le groupe signe chez MCA Records, qui leur permet d'obtenir un budget plus important pour leur future production. Ils publient leur cinquième album studio, Nothingface en 1989, qui se caractérise thrash metal orienté progressif. L'album est le plus grand succès de l'histoire du groupe, atteignant la 114e place des classements américains. À la fin de 1989,  ils tournent aux États-Unis, ils jouent avec Soundgarden et Faith No More, et au Canada, 4 spectacles avec Rush. 
Pendant la production de l'album suivant, Angel rat, en 1991, des divergences musicales entre le bassiste Jean-Yves Thériault (Blacky) et le reste du groupe font surface. Après les enregistrements, Thériault quitte le groupe. Ils publient l'album studio Angel rat. Et puis The Outer Limits avec Pierre St-Jean à la basse, dont le titre rend hommage à la série télévisée éponyme des années 1960. Après leur tournée qui suit, le chanteur Denis Belanger, qui souffre d'une grave dépression, quitte le groupe en 1995. Leur contrat avec MCA Records n'est pas renouvelé. Le batteur Michel Langevin décide également de quitter le groupe et de poursuivre son activité professionnelle de concepteur graphique sur ordinateur. Après s'être fait encourager par les Ramones en concert à Montréal, Langevin et D'Amour continuent Voivod d'une manière déterminée. 
Lors d'un concert à Toronto, l'agent de Voivod fait la rencontre du chanteur et bassiste Éric Forrest. Après une jam session avec Langevin et D'Amour, Forrest devient l'un de leurs membres. Selon Langevin, Forrest apportera de nouvelles idées au groupe à la fin des années 1990. Voivod conclut un accord avec le label Hypnotic Records, et change de direction musicale. Ils mêlent désormais thrash metal des années 1980 et éléments progressifs et industriels. Leur album Negatron (1995) se vend à environ 75 000 exemplaires à l'international. En 1997 sort l'album Phobos qui rappelle un son influencé musique électronique et space rock moderne à la Hawkwind.
Pour l'album, Jason Newsted (ex-Metallica) contribue au morceau M-Body. Les textes du morceau D.N.A. sont de Jim « Foetus » Thirlwell. Le groupe collabore également avec Ivan Doroschuk du groupe anglo-québécois Men Without Hats. Michel Langevin décrit l'album comme un hommage aux « fans de hardcore ... qui, pendant des années, assistent à nos concerts et, malgré toutes les mauvaises passes, nous sont restés fidèles. »
En 1998 sort l'album Kronik, qui comprend d'anciens enregistrements live et des chansons inédites et remixées. Pour l'album live Voivod Lives, le groupe ajoute sur son site web la possibilité pour les internautes de voter leurs chansons préférées. En août 1998, leur bus de tournée se renverse sur le chemin du Wacken Open Air en Allemagne. Le chanteur et bassiste Éric Forrest est grièvement blessé dans l'accident, et dans le coma pendant neuf mois. Son cerveau n'ayant subi aucune lésion, Forrest prend plusieurs mois de convalescence. À la fin de 1999, Forrest rejoint le groupe. Il est cependant remplacé en studio par Jason Newsted.

### Retour aux racines (2001–2009)

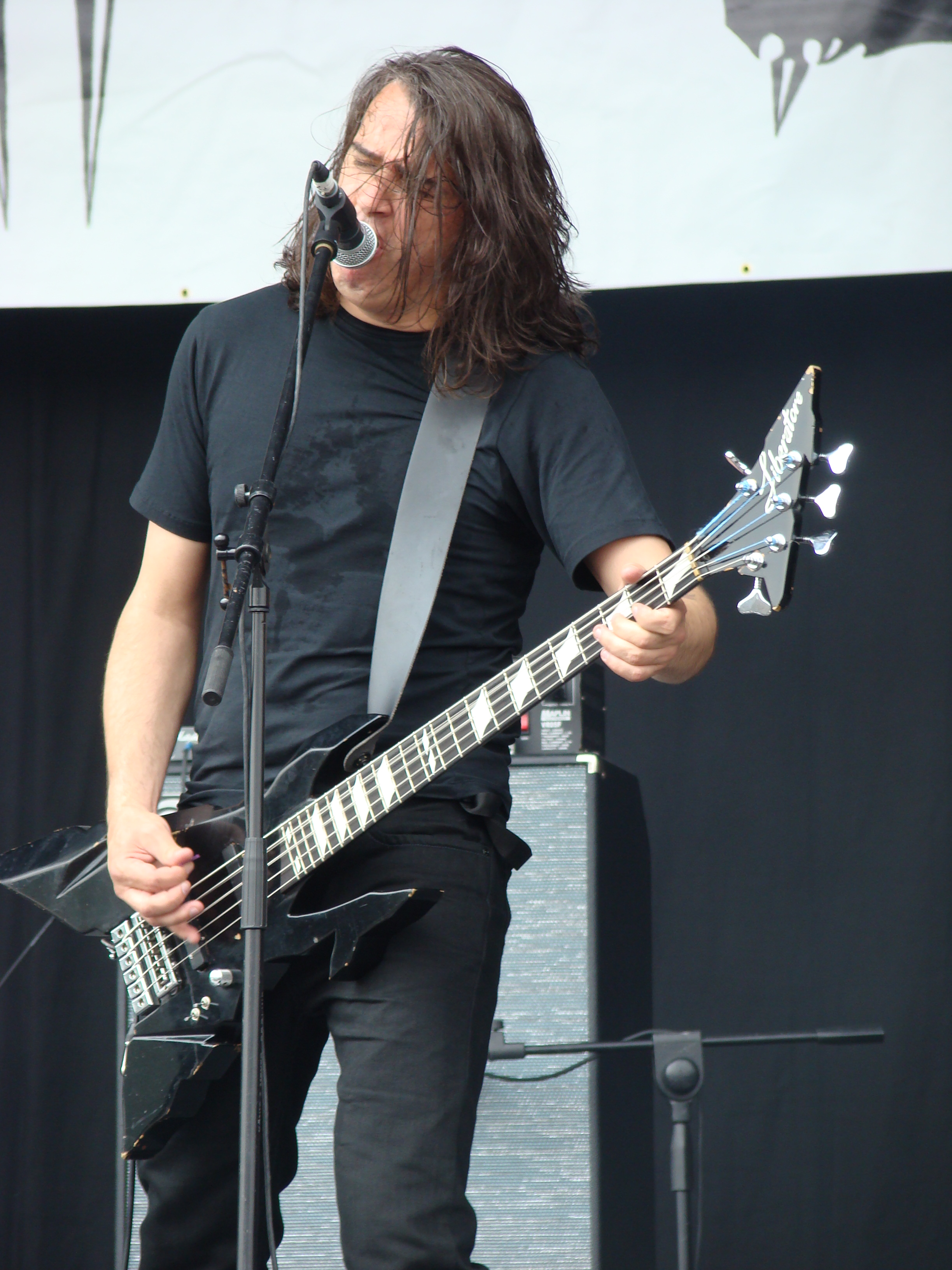
Jean-Yves Thériault au Gods of Metal, en 2009.

Éric Forrest décide de quitter le groupe. Ce départ n'est lié ni à l'accident, ni à l'arrivée de l'ancien bassiste de Metallica, Jason Newsted. Dans une interview, Forrest déclare en 2008 avoir quitté Voivod en bons termes. Forrest nie également que sa santé est la cause de son éviction. Le groupe rejoint le label canadien Chophouse, et enregistre un album sous le titre de The Multiverse, qui est ensuite changé pour Voivod et publié en 2003. De son côté, Eric Forrest forme le groupe E-Force, au sein duquel il joue un style musical similaire à celui de Voivod.
Depuis la mort de Piggy à la suite d'un cancer du côlon, le 25 août 2005, le groupe Voivod possède deux formations bien distinctes : la formation studio, dont fait toujours partie Jason Newsted, et la formation live, au sein de laquelle Piggy est remplacé par Daniel Mongrain du groupe québécois Martyr et Jean-Yves « Blacky » Thériault, bassiste original de Voivod.

### Target Earth(2010–2013)
À partir de 2010, le groupe se met à écrire et enregistrer de toutes nouvelles chansons, composées en majorité par Jean-Yves Thériault. Ce sont les premières chansons écrites du groupe depuis la mort de Denis d'Amour en 2005, vu que les deux derniers albums Katorz et Infini ne contiennent que des chansons faites à partir des enregistrements de leur ancien guitariste légendaire. 
Le 4 juillet 2012, Voivod annonce le titre de son treizième album studio, Target Earth, qui sera publié le 22 janvier 2013. Target Earth se caractérise par un son plus progressif que ses prédécesseurs, et marque le retour d'un Voivod plus « classique » dans la lignée de Dimension Hatröss et Nothingface. Toutes les chansons sont écrites par Blacky et Chewy, les paroles par Snake.

### Post Society(depuis 2014)
Le 10 juillet 2014, Blacky quitte une nouvelle fois le groupe.  À la fin de janvier 2015, le groupe publie le nouveau single We Are Connected, qui est le premier single d'un split avec le groupe At the Gates. Il fait participer pour la première fois le bassiste Dominic « Rocky » Laroche. Il publie également un EP six pistes intitulé Post Society, qui comprend deux nouvelles chansons et une reprise de la chanson Silver Machine de Hawkwind, le 26 février 2016. Voivod annonce un quatorzième album studio, prévu pour 2017,.
Le 21 septembre 2018, le groupe lance le nouvel album The Wake. C'est un retour avec un album concept, album salué de façon unanime par les critiques. Il marque un retour spectaculaire du groupe Québécois. Guidé par Michel Away Langevin, Denis Snake Bélanger, Dan Chewy Mongrain et Dominic Rocky Laroche, l'album est marqué à nouveau par le son unique du groupe qui le place dans une classe à part dans le monde du metal. Composé de 9 chansons studio et 6 chansons enregistrées en concert, il marque un grand retour du groupe et est suivi d'une tournée européenne de 36 dates. Cet album a remporté le prix de l'album de l'année au gala junos, au Canada.
En 2018, deux membres du groupe ont enregistré une prestation inusitée avec l’harmoniciste trad Robert Legault au Festival Mémoire et Racines.

### Synchro Anarchy(2022)

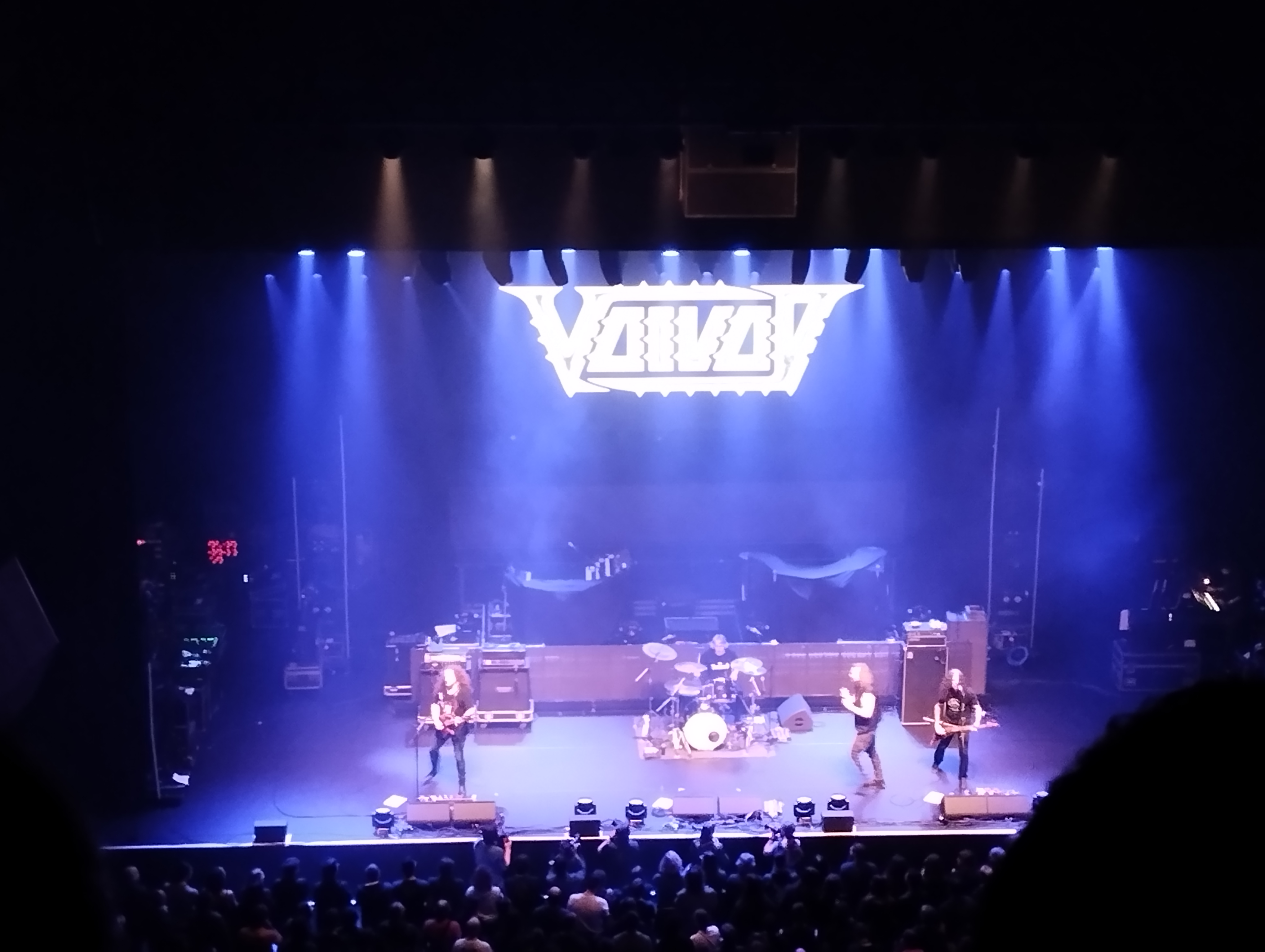
Voivod en concert à la salle Pleyel le 16 novembre 2022.

Après l'annonce de leur quinzième album intitulé Synchro Anarchy, deux clips vidéos sont publiés : Planet Eaters le 10 décembre 2021, et Synchro Anarchy le 26 janvier 2022, deux titres extraits du nouvel album sorti le 11 février 2022 chez Century Media Records.

## Origine du nom du groupe
Le Voivod est un chevalier-vampire-androïde de l'ère post-nucléaire. Inspiré d'une légende transylvanienne, cet antihéros est sorti tout droit de l'imaginaire de Away, le batteur, auteur et illustrateur du groupe, qui affirme avoir été inspiré par ce nom à la lecture du roman Le Talisman des Voïvodes, tiré de la série Bob Morane. Le personnage Voivod évolue et se métamorphose d'un album à l'autre jusqu'à l'album Voivod en 2003. Par contre, il reviendra à la demande de Blacky pour l'album Target Earth (2013).

## Membres

### Membres actuels
- Michel Langevin (Away) - batterie (depuis 1982)
- Denis Bélanger (Snake) - chant (1982-1994, depuis 2002)
- Daniel Mongrain (Chewy) - guitare (depuis 2008)
- Dominic Laroche (Rocky) - basse (depuis 2014)

### Anciens membres
- Denis « Piggy » D'Amour (†) (1982-2005)
- Éric Forrest - basse, chant (1993-2001)
- Pierre Saint-Jean - basse (1991-1992)
- Jean-Yves Thériault (Blacky) - basse (1982-1991, 2008-2014)
- Jason Newsted - basse (2002-2008)

### Membres de session
- Pierre St-Jean - basse (1992–1993)
- Martin Bolduc - basse (1993–1994)
- Gilles Brisebois - basse (1994)
- Vincent Peake - basse (2002)

## Discographie

### Albums studio
- 1984 : War and Pain
- 1986 : Rrröööaaarrr
- 1987 : Killing Technology
- 1988 : Dimension Hatröss
- 1989 : Nothingface
- 1991 : Angel rat
- 1993 : The Outer Limits
- 1995 : Negatron
- 1997 : Phobos
- 2003 : Voivod
- 2006 : Katorz
- 2009 : Infini
- 2013 : Target Earth
- 2018 : The Wake
- 2022 : Synchro Anarchy
- 2023 : Morgöth Tales

### EP
- 2016 : Post Society

### Compilations et albums live
- 1992 : Best of Voivod
- 1998 : Kronik (inédits, live et remixes)
- 1998 : Voivod Lives (album live)
- 2011 : Warriors of Ice (album live)
- 2011 : To the Death 84 (réédition du démo du même nom de 1984)
- 2012 : Live at Roadburn 2011 (sortie en vinyle limitée à 500 copies)

## Vidéographie
- 2005 : D-V-O-D-1
- 2009 : Tatsumaki: Voivod in Japan

## Autre
Voivod fait une apparition à l'émission spéciale de fin d'année 2024 de Infoman et chante Mireille Mathieu 